# 悅湖山莊巴士總站
悅湖山莊巴士總站（英文：Yuet Wu Villa Bus Terminus）是香港新界屯門區悅湖山莊的巴士總站，位於湖秀街悅湖山莊旁，現時有5條巴士路線（包括特別班次）以此處為總站，而且3條只在平日上午繁忙時間行駛；1條全日路線以此處為總站；1條以此處為落客站。

## 總站路線

### 九龍巴士59M線（特別班次）
- 悅湖山莊→荃灣站

由九龍巴士營運的一條巴士路線，提供屯門南、新屯門中心及龍門居往來港鐵荃灣站的接駁巴士服務。於1983年9月25日起投入服務。

### 九龍巴士259D線（特別班次）
- 悅湖山莊 → 鯉魚門邨

由九龍巴士營運的一條路線，提供龍門居、新屯門中心、蝴蝶邨、湖景邨及兆禧苑往來九龍東部的巴士服務。於1994年7月28日起投入服務。

### 過海隧道巴士962A線
- 屯門（悅湖山莊） → 金鐘（力寶中心）

由城巴營運的一條過海隧巴路線，是962的輔助線，提供平日早上由屯門南部（悅湖山莊及屯門碼頭一帶）往來中環及金鐘的過海隧巴服務。於2000年7月10日起投入服務，取代原有來往屯門至中環的渡輪服務。

### 過海隧道巴士962G線
- 銅鑼灣（摩頓台） → 屯門（悅湖山莊）

由城巴營運的一條過海隧巴路線，是962的輔助線，於2019年3月25日起投入服務，只於平日下午繁忙時間提供服務。

### 港鐵巴士K52綫
- 悅湖山莊 ↔ 龍鼓灘

是由港鐵巴士營運的一條西鐵綫接駁巴士路線，提供龍鼓灘、踏石角往來屯門碼頭一帶、置樂花園、屯門市中心及港鐵屯門站的巴士服務。於2003年12月19日起投入服務。本線是由原有的A52線改編號為成，當時A52只不過是到屯門市中心。本線是唯一一條駛經此總站的全日巴士路線。

## 曾以此為總站的路線
- 龍運巴士T39線 （已取消）
- 龍運巴士A33線 (2020年12月28日遷至屯門公路巴士轉乘站)